# 963 до н. е.

## Події
- Два сонячних затемнення[1]
- В Грейлейку, Сомерсет побудована дерев'яна дорога з колією[2].